# Dziennik Kijowski (1906–1920)
Dziennik Kijowski – polskie czasopismo ukazujące się w Kijowie w latach 1906–1920.

## Charakterystyka
Założycielem „Dziennika Kijowskiego” był Wilhelm Kulikowski. Projekt utworzenia pisma należał do Włodzimierza Grocholskiego.
Nakład wynosił średnio około 5000 egzemplarzy. Dziennik był skierowany głównie do Polaków mieszkających w Kijowie, którzy po 1915 r. stanowili ok. 25% mieszkańców miasta (tj. ok. 100 tys.). Gazetę prenumerowano także m.in. w Moskwie, Petersburgu i Warszawie (pismo docierało też do takich miast, jak: Odessa, Kamieniec Podolski, Żytomierz, Łuck, Wilno, Mińsk, Kowno, Lwów). Publicystami Dziennika byli głównie ludzie związani z obozem narodowo-demokratycznym, skupieni wokół Joachima Bartoszewicza, redaktora naczelnego w latach 1906–1912.

Na Podolu huczał już pożar i wyciągał już na nasz Wołyń swe płomieniste ramiona. Codziennie Dziennik Kijowski przynosił nową listę zburzonych dworów i ofiar wymordowanych w Kijowszczyźnie i Zadnieprzańskiej Ukrainie. Spokojnie i poważnie, bez pogoni za sensacją, w skromnej rubryce zatytułowanej Nasze klęski - podawane były fakta, przejmujące mrozem. Rubryka ta była pisana bardzo drobnym drukiem aby pomieścić się w niej mogły wszystkie dwory leżące w gruzach i dymiące pogorzelą, wszystkie trupy ludzi straszliwie okaleczonych (...).